# 黑西哈
49°20′49″N 30°17′58″E / 49.34694°N 30.29944°E

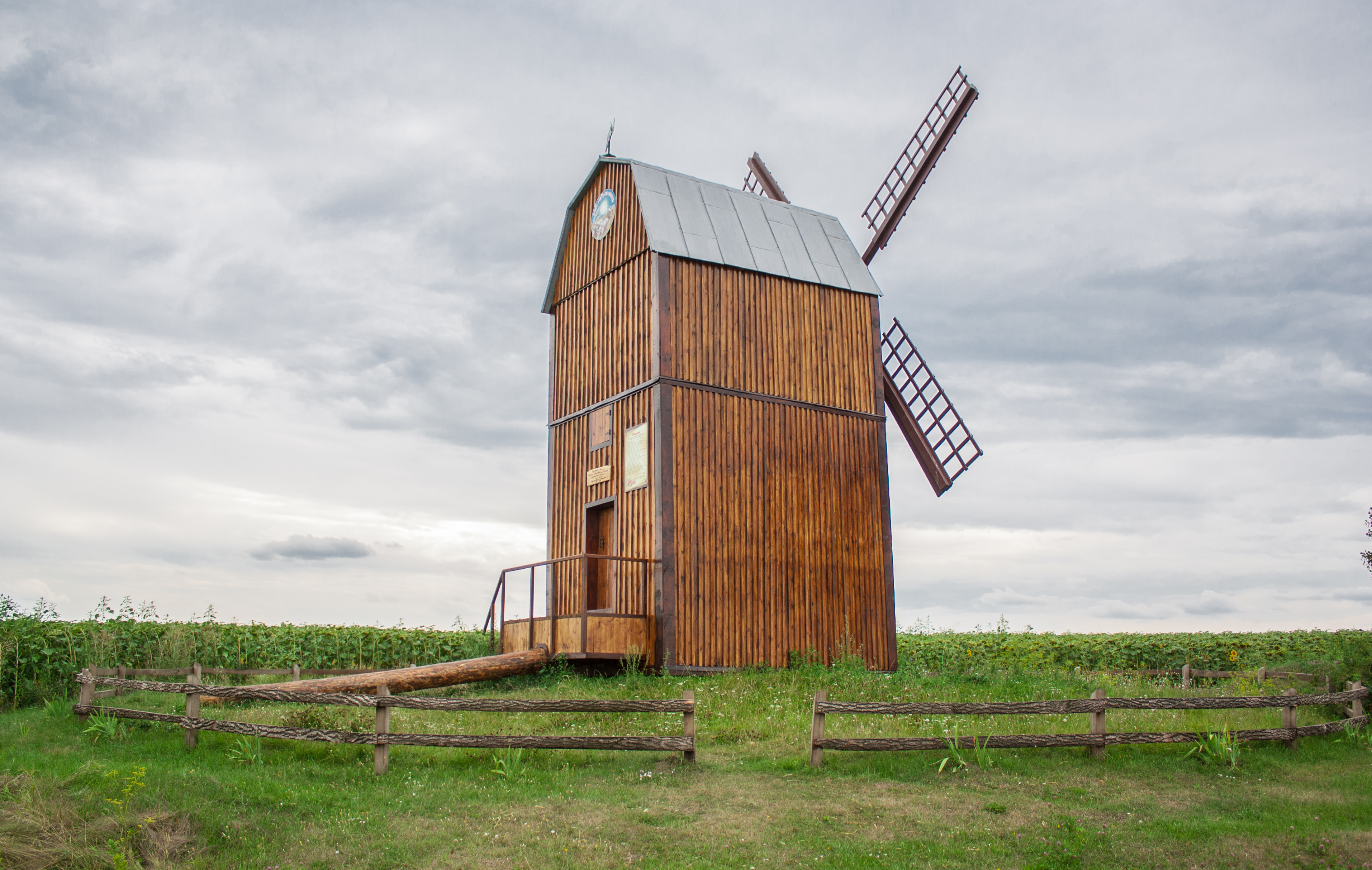
风车

黑西哈（烏克蘭語：Гейсиха）是位於烏克蘭北部的村莊，由基辅州白采爾克瓦區的斯塔維謝市鎮負責管轄。該村始建於1670年，面積3.28平方公里，海拔高度215米，2001年人口1,069，人口密度每平方公里325.9人。